# حسن کوثری
حسن کوثری (شهریور ۱۳۱۶ – ۹ آذر ۱۴۰۲) کاشی‌کار و مرمت‌گر بناهای تاریخی، متولد شهرستان نیشابور بود. وی از جوانی به‌سبب علاقه‌ای که به هنر معماری داشت به آموختن فنون کاشی‌کاری سنتی همت گمارد و از سال ۱۳۴۱ نزد استاد حاج علی الهامی‌نیا مشغول به کار شد. بعد از طراحی آرامگاه خیام در سال ۱۳۳۷ توسط مهندس هوشنگ سیحون با کمک استاد کوثری و جمعی دیگر از معماران سنتی و استادان، کاشی‌کاری آن را اجرا نمود.
معاونت میراث‌فرهنگی در ۲۹ فروردین ۱۴۰۲ در نشست روز جهانی بناهای تاریخی از ایشان با اهدا لوح تقدیر توسط وزیر میراث‌فرهنگی، گردشگری و صنایع‌دستی تقدیر کرد.
وی پس از نیم‌قرن سابقه کاشی‌کاری و مرمت بناهای تاریخی در تاریخ ۹ آذر ۱۴۰۲ درگذشت.

## آثار
- کاشی‌کاری آرامگاه حکیم عمر خیام نیشابوری براساس طرح مهندس هوشنگ سیحون در سال ۱۳۴۲
- نوسازی و بازسازی کاشی‌های معرق آرامگاه شیخ فریدالدین عطار نیشابوری در سال ۱۳۴۳
- کاشی‌کاری آرامگاه سعدی در شیراز در سال ۱۳۴۷
- کاشی‌کاری معرق در بخش‌های مختلف مجموعه آستان قدس رضوی و حرم علی‌ابن‌موسی‌الرضا در شهر مشهد به مدت ۱۱ سال
- ساخت و کاشی و کاشی‌کاری معرق مسجد صاحب‌الزمان، هیئت علی‌اکبری، مسجد راه‌آهن، تکیه ابوالفضل‌ها و چندین بنای دیگر در شهر نیشابور به مدت یازده سال
- مرمت و نوسازی کاشی‌های معرق آرامگاه مولانا زین‌الدین ابوبکر تایبادی در سال ۱۳۸۰ در شهر تایباد
- مرمت و نوسازی کاشی‌های معرق ایوان آرامگاه شیخ احمد جام در سال ۱۳۸۸ در شهر تربت جام
- مرمت و نوسازی کاشی‌های معرق در بنای مصلی، گنبد سبز، مسجد شاه و چندین بنای دیگر شهر مشهد به مدت ۴ سال
- ساخت و کاشی‌کاری گنبد در ورودی سازه عظیم پایانه مسافربری مشهد در سال ۱۳۸۹
- ساخت و کاشی‌کاری گنبد امام زیدبن موسی (زید النار) در روستای آفریز شهرستان قائن در سال ۱۳۸۶
- مرمت و بازسازی بقعه امامزاده محمد محروق در سال ۱۳۴۱ در شهر نیشابور